# 584
584 (DLXXXIV) fue un año bisiesto comenzado en sábado del calendario juliano, en vigor en aquella fecha.

## Acontecimientos
- Los francos en Italia.[1]
- En el contexto de la guerra civil entre Hermenegildo y su padre Leovigildo, tras haber perdido el primero el control de Sevilla, se refugia en Córdoba, donde es traicionado por sus colaboradores y apresado, poniendo así fin a dicha rebelión.

## Nacimientos
- Clotario II, rey franco merovingio de Neustria, París y finalmente de los francos.

## Fallecimientos
- Eborico, rey de los suevos.
- Chilperico, rey de los francos.
- Ingunda, princesa franca, reina visigoda.